# Uca pugilator
O Uca pugilator é uma espécie de caranguejo do gênero chama-maré que, de acordo com um artigo publicado na Current Biology, é capaz de usar seus passos para medir a distância.